# Piłka siatkowa na Letnich Igrzyskach Olimpijskich 1996 – turniej plażowy kobiet
Siatkówka plażowa zadebiutowała na letnich igrzyskach w Atlancie w roku 1996. W turnieju wzięło udział 18 zespołów. Turniej został rozegrany w dniach 23 - 28 lipca 1996 roku.

## Eliminacje
Eliminacje były wielostopniowe. Podzielone je na grupę zwycięską i przegranych. W grupie zwycięskiej rozegrano 4 rundy aby wyłonić dwóch półfinalistów, a w grupie przegranej rozegrano pięć rund aby wyłonić pozostałych dwóch półfinalistów. Drużyny zostały rozstawione według rankingu FIVB. Do kolejnej rundy w grupie zwycięskiej awansowali zawsze zwycięzcy meczów. W meczu rozgrywano tylko jednego seta. Dopiero mecz o 3. miejsce i finał rozgrywano do 2 wygranych setów.

### 1 runda - grupa zwycięska
W tej fazie rozegrano dwa mecze. Spotkały się drużyny zajmujące miejsca 15-18 w rankingu.
Kaize-Yudhani (IDN) - Malowney-Oullette (CAN) : 1-0 (15-10)
Prawerman-Lesage (FRA) - Hernandez-Soto (MEX) : 1-0 (15-11)

### 2 runda - grupa zwycięska
Fenwick-Spring (AUS) -  Fujita-Takahashi (JPN) : 1-0 (15-10)
Rodrigues-Samuel (BRA) - Solazzi-Turetta (ITA) : 1-0 (17-15)
Fontana-Hanley (USA) - Bernsten-Hestad (NOR) : 1-0 (15-4)
Castro-Richardson (USA) - Kadijk-Van de Ven (NLD) : 1-0 (15-8)
Cook-Pottharst (AUS) - Cooper-Glover (GBR) : 1-0 (15-4)
Bühler-Müsch (GER) - Ishizaka-Nakano (JPN) : 1-0 (15-8)
Silva-Pires (BRA) - Kaize-Yudhani (IDN) : 1-0 (15-2)
McPeak-Reno (USA) - Prawerman-Lesage (FRA) : 1-0 (15-4)

### 3 runda - grupa zwycięska
Silva-Pires (BRA) - Fenwick-Spring (AUS) : 1-0 (15-13)
Rodrigues-Samuel (BRA) - Fontana-Hanley (USA) : 1-0 (15-10)
Cook-Pottharst (AUS) - Castro-Richardson (USA) : 1-0 (15-7)
McPeak-Reno (USA) - Bühler-Müsch (GER) : 1-0 (15-6)

### 4 runda - grupa zwycięska
Silva-Pires (BRA) - Rodrigues-Samuel (BRA) : 1-0 (15-4)
Cook-Pottharst (AUS) - McPeak-Reno (USA) : 1-0 (15-13)

### 1 runda - grupa przegrana
Przegrani z tej rundy eliminacji zajęli 17. miejsce.
Prawerman-Lesage (FRA) - Malowney-Oullette (CAN) : 1-0 (15-13)
Kaize-Yudhani (IDN) - Hernandez-Soto (MEX) : 1-0 (15-11)

### 2 runda - grupa przegrana
Przegrani z tej rundy zajęli w turnieju 13. miejsce.
Cooper-Glover (GBR) - Kadijk-Van de Ven (NLD) : 1-0 (15-12)
Bernsten-Hestad (NOR) - Solazzi-Turetta (ITA) : 1-0 (15-11)
Ishizaka-Nakano (JPN) - Prawerman-Lesage (FRA) : 1-0 ()
Fujita-Takahashi (JPN) - Kaize-Yudhani (IDN) : 1-0 (15-0)

### 3 runda - grupa przegrana
Przegrani z tej fazy eliminacji zajęli 9. miejsce.
Fontana-Hanley (USA) - Ishizaka-Nakano (JPN) : 1-0 (15-6)
Fenwick-Spring (AUS) - Cooper-Glover (GBR) : 1-0 (15-12)
Bühler-Müsch (GER) - Bernsten-Hestad (NOR) : 1-0 (15-9)
Fujita-Takahashi (JPN) - Castro-Richardson (USA) : 1-0 (15-11)

### 4 runda - grupa przegrana
Przegrani z tej fazy eliminacji zajęli 7. miejsce.
Fontana-Hanley (USA) - Fenwick-Spring (AUS) : 1-0 (15-6)
Fujita-Takahashi (JPN) - Bühler-Müsch (GER) : 1-0 (15-4)

### 5 runda - grupa przegrana
Przegrani z tej fazy eliminacji zajęli 5. miejsce.
Fontana-Hanley (USA) - McPeak-Reno (USA) : 1-0 (15-10)
Rodrigues-Samuel (BRA) - Fujita-Takahashi (JPN) : 1-0 (15-6)

## 1/2 finału
Silva-Pires (BRA) - Fontana-Hanley (USA) : 1-0 (15-8)
Rodrigues-Samuel (BRA) - Cook-Pottharst (AUS) : 1-0 (15-3)

## Mecz o 3 miejsce
Cook-Pottharst (AUS) - Fontana-Hanley (USA) : 2-0 (12-11, 12-7)

## Finał
Silva-Pires (BRA) - Rodrigues-Samuel (BRA) : 2-0 (12-11, 12-6)

### Końcowa klasyfikacja
| miejsce | Zawodnicy                               | Państwo           |
| ------- | --------------------------------------- | ----------------- |
| 1.      | Sandra Pires Jackie Silva               | Brazylia          |
| 2.      | Mônica Rodrigues Adriana Samuel         | Brazylia          |
| 3.      | Natalie Cook Kerri-Ann Pottharst        | Australia         |
| 4.      | Barbra Fontana Harris Linda Hanley      | Stany Zjednoczone |
| 5.      | Holly McPeak Nancy Reno                 | Stany Zjednoczone |
| 5.      | Sachiko Fujita Yukiko Takahashi         | Japonia           |
| 7.      | Beate Bühler Danja Müsch                | Niemcy            |
| 7.      | Liane Fenwick Anita Spring              | Australia         |
| 9.      | Gail Castro Debra Richardson            | Stany Zjednoczone |
| 9.      | Audrey Cooper Amanda Glover             | Wielka Brytania   |
| 9.      | Merita Berntsen Ragni Hestad            | Norwegia          |
| 9.      | Teruko Nakano Yukiko Ishizaka           | Japonia           |
| 13.     | Etta Kaize Timy Yudhani Rahayu          | Indonezja         |
| 13.     | Debora Schoon-Kadijk Lisette van de Ven | Holandia          |
| 13.     | Annamaria Solazzi Consuelo Turetta      | Włochy            |
| 13.     | Anabelle Prawerman Brigitte Lesage      | Francja           |
| 17.     | Margo Malowney Barb Broen-Ouelette      | Kanada            |
| 17.     | Mayra Huerta Velia Eguiluz              | Meksyk            |